# 大熊昭
大熊 昭（おおくま あきら、1950年9月18日 - ）は、日本のアニメーションの音響監督。

## 来歴・人物
日本電子工学院（現・日本工学院専門学校）電子工学部卒業。
1975年にオーディオ・プランニング・ユーに入社し、1981年、オーディオ・プランニング・ユー常務取締役、エーピーユースタジオ専務取締役に就任。2003年にはAPU MEGURO STUDIO代表取締役にも就任した。
『ドラえもん』（1979年 - 2005年）や『クレヨンしんちゃん』、『忍たま乱太郎』といった長期テレビシリーズ作品を多く手がける。また『ドラえもん』のほかにも『忍者ハットリくん』、『パーマン』（第2作・Pa-Pa-Pa ザ★ムービー ）、『笑ゥせぇるすまん』などの藤子不二雄作品に多数参加している。
同じオーディオ・プランニング・ユーの浦上靖夫やその息子の浦上靖之と共同で音響監督（旧・録音監督）を担当することもある。
『クレヨンしんちゃん』のキャスティングでは当時新人だった藤原啓治を野原ひろし役に抜擢するなど、声優業界への貢献も多い。

## 主な参加作品

### テレビアニメ
1979年
- ドラえもん（1979年 - 2005年、音響監督〈旧・録音監督〉）※浦上靖夫と共同、途中から単独で担当

1981年
- 忍者ハットリくん（1981年 - 1987年、録音監督）

1983年
- ドラえもん・ヨーロッパ鉄道の旅（録音監督）
- パーマン（1983年 - 1985年、録音監督）※浦上靖夫と共同

1985年
- オバケのQ太郎（第3作）（1985年 - 1987年、録音監督）※浦上靖夫と共同
- プロゴルファー猿（1985年 - 1988年、録音監督）※浦上靖夫と共同

1988年
- つるピカハゲ丸（1988年 - 1989年、録音監督）

1989年
- シートン動物記（1989年 - 1990年、録音監督）
- 笑ゥせぇるすまん（1989年 - 1992年、録音監督）

1991年
- 八百八町表裏 化粧師（1990年 - 1991年、録音監督）
- 藤子不二雄Aの夢魔子（録音監督）

1991年
- 21エモン（1991年 - 1992年、録音監督）※浦上靖夫と共同

1992年
- クレヨンしんちゃん（1992年 - 、音響監督〈旧・録音監督〉）※浦上靖之と共同（第747話 - 第782話のみ）

1993年
- 忍たま乱太郎（1993年 - 、音響監督）

1999年
- 週刊ストーリーランド（1999年 - 2001年）

2000年
- アニメ浪曲紀行 清水次郎長伝（音響）※大城久典と共同
- BRIGADOON まりんとメラン（2000年 - 2001年、音響監督）

2001年
- ジャングルはいつもハレのちグゥ（録音監督）

2002年
- あたしンち （2002年 - 2009年、音響監督）
- 戦争童話 ウミガメと少年（音響監督）

2003年
- 戦争童話 凧になったお母さん（音響監督）

2004年
- 戦争童話 小さい潜水艦に恋をしたでかすぎるクジラの話（音響監督）

2005年
- 戦争童話 ぼくの防空壕（音響監督）

2006年
- 戦争童話 焼跡の、お菓子の木（音響監督）

2007年
- 戦争童話 ふたつの胡桃（音響監督）
- やっとかめ探偵団（音響監督）

2008年
- 戦争童話 キクちゃんとオオカミ（音響監督）

2009年
- ご姉弟物語（2009年 - 2010年、音響監督）
- 戦争童話 青い瞳の女の子のお話（音響監督）

2010年
- クレヨンしんちゃん SHIN-MEN（2010年 - 2012年、音響監督）
- スティッチ! 〜ずっと最高のトモダチ〜（2010年 - 2011年、音響監督）

2012年
- インド版 忍者ハットリくん（音響監督）
- エリアの騎士（音響監督）※浦上靖之と共同
- 黒魔女さんが通る!!（2012年 - 2014年、音響監督）

2015年
- 俺物語!!（音響監督）※浦上靖之と共同
- 新あたしンち（2015年 - 2016年、音響監督）

2021年
- 出会って5秒でバトル（音響監督）

### OVA
1987年
- ピンクのカーテン（音響監督）

1989年
- 爆走サーキット・ロマン TWIN（音響監督）

1990年
- 暗黒神話（音響監督）

1991年
- 静かなるドン（音響監督）

1992年
- Spirit of Wonder（録音監督）

2002年
- ジャングルはいつもハレのちグゥ デラックス（音響監督）※4 - 6巻

2003年
- ジャングルはいつもハレのちグゥ FINAL（音響監督）

### 劇場アニメ
1980年
- ドラえもん のび太の恐竜（録音監督）※浦上靖夫と共同

1981年
- ドラえもん のび太の宇宙開拓史（録音監督）※浦上靖夫と共同
- ドラえもん ぼく、桃太郎のなんなのさ（録音監督）

1982年
- セロ弾きのゴーシュ（音響）
- 忍者ハットリくん ニンニン忍法絵日記の巻（録音監督）

1983年
- 忍者ハットリくん ニンニンふるさと大作戦の巻（録音監督）

1984年
- 忍者ハットリくん+パーマン 超能力ウォーズ（録音監督）

1985年
- 忍者ハットリくん+パーマン 忍者怪獣ジッポウVSミラクル卵（録音監督）

1986年
- オバケのQ太郎 とびだせ! バケバケ大作戦（録音監督）

1987年
- オバケのQ太郎 とびだせ! 1/100大作戦（録音監督）

1988年
- エスパー魔美 星空のダンシングドール（録音監督）※浦上靖夫と共同
- ドラえもん のび太のパラレル西遊記（録音監督）※浦上靖夫と共同

1989年
- ドラミちゃん ミニドラSOS!!!（録音監督）

1990年
- チンプイ エリさま活動大写真（録音監督）

1991年
- ドラミちゃん アララ・少年山賊団!（録音監督）

1992年
- 21エモン 宇宙いけ! 裸足のプリンセス（録音監督）

1993年
- クレヨンしんちゃん アクション仮面VSハイグレ魔王（録音監督）
- ドラミちゃん ハロー恐竜キッズ!!（録音監督）

1994年
- クレヨンしんちゃん ブリブリ王国の秘宝（録音監督）
- ドラミちゃん 青いストローハット（録音監督）

1995年
- クレヨンしんちゃん 雲黒斎の野望（録音監督）

1996年
- 映画 忍たま乱太郎（音響監督）
- クレヨンしんちゃん ヘンダーランドの大冒険（録音監督）
- ドラミ&ドラえもんズ ロボット学校七不思議!?（録音監督）

1997年
- クレヨンしんちゃん 暗黒タマタマ大追跡（録音監督）
- ザ☆ドラえもんズ 怪盗ドラパン謎の挑戦状!（録音監督）

1998年
- 帰ってきたドラえもん（録音監督）
- クレヨンしんちゃん 電撃!ブタのヒヅメ大作戦（録音監督）
- ザ☆ドラえもんズ ムシムシぴょんぴょん大作戦!（録音監督）

1999年
- クレヨンしんちゃん 爆発!温泉わくわく大決戦（録音監督）
- クレしんパラダイス! メイド・イン・埼玉（録音）
- ザ☆ドラえもんズ おかしなお菓子なオカシナナ?（録音監督）

2000年
- クレヨンしんちゃん 嵐を呼ぶジャングル（録音監督）
- ザ☆ドラえもんズ ドキドキ機関車大爆走!（録音監督）

2001年
- クレヨンしんちゃん 嵐を呼ぶ モーレツ!オトナ帝国の逆襲（録音監督）
- ドラミ&ドラえもんズ 宇宙ランド危機イッパツ!（録音監督）

2002年
- クレヨンしんちゃん 嵐を呼ぶ アッパレ!戦国大合戦（録音監督）
- ザ☆ドラえもんズ ゴール!ゴール!ゴール!!（録音監督）

2003年
- 映画 あたしンち（録音監督）
- クレヨンしんちゃん 嵐を呼ぶ 栄光のヤキニクロード（音響監督）
- Pa-Pa-Pa ザ★ムービー パーマン（録音監督）

2004年
- クレヨンしんちゃん 嵐を呼ぶ!夕陽のカスカベボーイズ（録音監督）
- Pa-Pa-Pa ザ★ムービー パーマン タコDEポン!アシHAポン!（録音監督）

2005年
- クレヨンしんちゃん 伝説を呼ぶブリブリ 3分ポッキリ大進撃（録音監督）

2006年
- クレヨンしんちゃん 伝説を呼ぶ 踊れ!アミーゴ!（音響監督）

2007年
- 河童のクゥと夏休み（音響監督）
- クレヨンしんちゃん 嵐を呼ぶ 歌うケツだけ爆弾!（音響監督）

2008年
- クレヨンしんちゃん ちょー嵐を呼ぶ 金矛の勇者（音響監督）

2009年
- クレヨンしんちゃん オタケベ!カスカベ野生王国（音響監督）

2010年
- カラフル（音響監督）
- クレヨンしんちゃん 超時空!嵐を呼ぶオラの花嫁（音響監督）
- 劇場版3D あたしンち 情熱のちょ〜超能力♪ 母大暴走!（音響監督）

2011年
- クレヨンしんちゃん 嵐を呼ぶ黄金のスパイ大作戦（音響監督）
- 劇場版アニメ 忍たま乱太郎 忍術学園 全員出動!の段（音響監督）

2012年
- クレヨンしんちゃん 嵐を呼ぶ!オラと宇宙のプリンセス（音響監督）
- ハルのふえ（音響監督）

2013年
- クレヨンしんちゃん バカうまっ!B級グルメサバイバル!!（音響監督）

2014年
- クレヨンしんちゃん ガチンコ!逆襲のロボとーちゃん（音響監督）
- パロルのみらい島（音響監督）

2015年
- クレヨンしんちゃん オラの引越し物語 サボテン大襲撃（音響監督）

2016年
- クレヨンしんちゃん 爆睡!ユメミーワールド大突撃（音響監督）

2017年
- クレヨンしんちゃん 襲来!!宇宙人シリリ（音響監督）
- ゴーちゃん。〜モコとちんじゅうの森の仲間たち〜（録音監督）

2018年
- クレヨンしんちゃん 爆盛!カンフーボーイズ〜拉麺大乱〜（音響監督）
- ゴーちゃん。〜モコと氷の上の約束〜（録音監督）

2019年
- クレヨンしんちゃん 新婚旅行ハリケーン 〜失われたひろし〜（音響監督）

2020年
- クレヨンしんちゃん 激突! ラクガキングダムとほぼ四人の勇者（音響監督）

2021年
- クレヨンしんちゃん 謎メキ!花の天カス学園（音響監督）

2022年
- クレヨンしんちゃん もののけニンジャ珍風伝（音響監督）

2024年
- クレヨンしんちゃん オラたちの恐竜日記（音響監督）
- 劇場版 忍たま乱太郎 ドクタケ忍者隊最強の軍師（音響監督）

2025年
- クレヨンしんちゃん 超華麗!灼熱のカスカベダンサーズ（音響監督）

### Webアニメ
2015年
- アニメで分かる心療内科（音響監督）

2016年
- ROBOT TOWN SAGAMI 2028（音響監督）

2019年
- SUPER SHIRO（音響監督）

### カセットブック
1987年
- 青の騎士ベルゼルガ物語（音響監督）

1988年
- 装甲騎兵ボトムズ（演出）